# Бжешћ Кујавски
Бжешћ Кујавски (пољ. Brześć Kujawski) град је у кујавско-поморском војводству у Влоцлавском повјату. Бжешћ Кујавски је седиште истоимене општине. Површина града је 7,7 km², а број становника 4 728 (2000). Од XIII века Бжешћ Кујавски је важно насеље. Статус града добио је већ 1250. У граду се налази ситна индустрија дрвета, метала и шећерана. Једна од главних туристичких атракција је готска црква из XIV века, и класични ратуш настао око 1855.

## Етимологија
Име Бжешћ потиче од речи Бжост, која је врста бреста којом је ово подручје првобитно било покривено, док је име Кујавски изведено из региона Кујавија и додељено му је да се разликује од града од Бжесћ Литевски, сада главног града региона Белорусије Бреста.

## Историја
Бжешћ је био део фрагментиране Пољске којом је владао Пјаст, првобитно лоциран у војводству Мазовије, затим у Кујавијском војводству од 1236, а од 1267. био је главни град малог истоименог војводства и седиште његовог војводе, Владислава I, који је касније поново ујединио већину пољских војводстава и крунисао се за краља Пољске 1320.
Дана 23. априла 1782. године, краљ Станислав II Август Поњатовски је дао привилегију јеврејском становништву у граду и дозволио да граде куће у улици посебно за особе јеврејске вероисповести. Према попису из 1921. године, становништво града са суседним индустријским насељем било је 84,4% Пољака и 15,5% Јевреја.
У фебруару 1940. Немци су протерали 300 Пољака, власника већих и бољих кућа, које су потом предате немачким колонистима у оквиру Лебенсраум политике, док су Пољаци депортовани у теретним возовима. Локалног пољског пароха Стефана Кулинског ухапсили су Немци 1941. године, депортовали у концентрациони логор Дахау, а затим убили у гасној комори 1942. године.

## Демографија
| 2021. |
| ----- |
| 4.527 |

## Спорт
У граду постоји спортски клуб са фудбалском, атлетском, одбојкашком и боксерском секцијом.